# 于伟
伟（1955年10月—），男性，河北黄骅人，中华人民共和国政治人物。1974年8月加入中国共产党。四川农学院（今四川农业大学）农学系农学专业毕业，大学本科学历。

## 生平
于伟于1955年在北京出生，后就读于四川農學院（四川农业大学），1982年大学毕业后留校工作，历任四川农业大学副校长、校党委常委、党委书记，四川省农业厅厅长，中共乐山市党委书记、市人大常委会主任等职。2008年1月任四川省人民政府秘书长、办公厅主任。

## 外部連結
| 中華人民共和國政府职务 | 中華人民共和國政府职务                               | 中華人民共和國政府职务 |
| ---------------------- | ---------------------------------------------------- | ---------------------- |
| 前任： 王东洲          | 四川省人民政府秘书长 2008年1月—2013年1月             | 繼任： 叶壮            |
| 前任： 王东洲          | 四川省人民政府办公厅主任 2008年1月—2013年1月         | 繼任： 叶壮            |
| 前任： 文正经          | 四川省农业厅厅长 2002年4月—2003年2月                 | 繼任： 滕彩元          |
| 政党职务               |                                                      |                        |
| 前任： 陈德玉          | 中国共产党乐山市委员会书记 2003年2月—2008年1月       | 繼任： 姜晓亭          |
| 前任： 唐朝纪          | 中国共产党四川农业大学委员会书记 1996年7月—2002年4月 | 繼任： 文心田          |